# Marco Pesatori
Marco Pesatori (Milano, 7 luglio 1952) è uno scrittore e astrologo italiano.

## Biografia
Il padre Giorgio era proprietario di una tipografia, mentre la madre Santuzza fu attrice di teatro prima di diventare impiegata.
Laureato in Storia della critica d'arte con una tesi sull'arte Dada presso l'Università Statale di Milano, tra il 1967 e il 1972 si è occupato di poesia e di teatro entrando in contatto con Fernanda Pivano, con cui nacque un'amicizia durata qualche anno. Nei primi anni settanta ha fatto esperienze con alcuni esponenti del Gruppo Fluxus.
Pesatori fu tra i collaboratori dei primi tre numeri della rivista Alfabeta, che passerà poi sotto la direzione di Umberto Eco, Paolo Volponi, Francesco Leonetti e Gianni Sassi. Con quest'ultimo, Pesatori ha iniziato una lunga collaborazione in riviste storiche come la stessa Alfabeta, La gola e Scienza esperienza, oltre ad occuparsi della produzione musicale dell'etichetta Cramps (Area, Demetrio Stratos, Eugenio Finardi, Steve Lacy, John Cage e molti altri). Ha partecipato all'organizzazione di eventi poetici con Allen Ginsberg, Gregory Corso e Lawrence Ferlinghetti, o di concerti come la 24 Ore Satie. Nel 1977 ha esposto a Milano (Galleria Cripta) e Urbania (Palazzo Ducale) i suoi "non-lavori" in cui davanti a grandi pannelli bianchi erano disposti pennelli, matite, pennarelli, tempere, colori a olio.
Alla fine del 1977 ha ripudiato la sua produzione poetica precedente e si è ritirato presso un monastero zen soto, dove ha studiato fino al 1983.
Fin dagli anni ottanta ha messo in evidenza l'importanza dei pianeti lenti, visti fino ad allora come corpi celesti vaghi e misteriosi. Per lui Plutone viene indagato come pianeta del “desiderio del corpo”, Nettuno come “ideale dell'Io, forma” e ambito del “mentale”, con Urano a chiudere la triade dei pianeti lenti come sintesi dialettica della fittizia contrapposizione tra corpo e mente.
Nel 1985 ha pubblicato il suo primo scritto dedicato all'astrologia, Sotto il segno del pallone (Fabbri-Sonzogno). Ha collaborato in seguito con Guerin Sportivo come titolare di una rubrica di alchimia astrologica applicata al calcio, e con diverse riviste (Marie Claire, Astra, Sirio);  ne ha anche fondata una, Minima Astrologica, dove sono raccolti studi suoi e di suoi allievi sulle relazioni fra astrologia, psicanalisi, arte, letteratura, filosofia orientale. Il suo attacco al razionalismo pragmatico e tecnologico occidentale è costante: Minima Astrologica richiama infatti i Minima Moralia Adorniani.
Diventato amico di Lisa Morpurgo, ne ha usato lo schema dei domicili e delle esaltazioni planetarie. Partecipa a conferenze e congressi in tutta Europa e ha fondato una sua scuola che unisce un'inedita tecnica e riflessione astrologica alla filosofia di Hegel e Adorno al punto di vista "Zen" e situazionista, con aperture all'arte, alla poesia, alla lettura in chiave non solo junghiana, ma anche lacaniana ed esoterica.
Ha collaborato con numerose riviste e quotidiani, non solo italiani. Dal 1989 cura la rubrica astrologica di Vogue Italia, dal 2003 quella su D - la Repubblica delle donne, e dal 2010 la rubrica quotidiana di oroscopi su Vogue.it.
Nel 2016 ha fatto uscire il suo primo romanzo, Il trigono del Sole, edito da Feltrinelli.
Nel 2023 ha diretto e curato la pubblicazione per il Corriere della Sera di una "Biblioteca di Astrologia" di 20 tra i più autorevoli volumi della storia dell’astrologia, ognuno dei quali ha una sua prefazione.

## Opere
- 1986 - Sotto il segno del pallone  (Sonzogno)
- 1996 - I segni e l'amore (Sirio)
- 1997 - Le voci della luna (Pendragon)
- 1999 - Astrologia del Novecento - con Annamaria Rovere (FK)
- 2002 - Che donna sei - Luna Venere e la femminilità (Sirio)
- 2007 - Segni. Simboli e caratteri dei dodici tipi zodiacali (Baldini Castoldi Dalai)
- 2008 - Astrologia per intellettuali (Neri Pozza Editore)
- 2009 - Oroscopo 2009 (Baldini Castoldi Dalai)
- 2009 - Astrologia delle donne. Femmine, amazzoni, nomadi (Neri Pozza)
- 2012 - 2013 la rinascita dopo l'apocalisse (Feltrinelli)
- 2012 - Petite Leçon d'astrologie (Flammarion)
- 2014 - Urano e la cerimonia del tè (Feltrinelli)
- 2016 - Il trigono del Sole (romanzo, Feltrinelli)
- 2021 - Mercurio, la mens rinascimentale
- 2022 - Oroscopo 2022. Passioni successi gioie tormenti (Mondadori)